# Danh sách giải thưởng và đề cử của Seventeen
Đây là một danh sách các giải thưởng và đề cử mà Seventeen nhận được, Seventeen là một nhóm nhạc nam Hàn Quốc gồm 13 thành viên được thành lập bởi Pledis Entertainment vào năm 2015.

## Hàn Quốc

### Seoul Music Awards
| Năm  | Hạng mục                                 | Đề cử cho | Kết quả   | Chú thích |
| 2015 | Bonsang                                  | Seventeen | Đề cử     |           |
| 2015 | Hallyu Special Award                     | Seventeen | Đề cử     |           |
| 2015 | New Artist Award                         | Seventeen | Đoạt giải |           |
| 2015 | Popularity Award                         | Seventeen | Đề cử     |           |
| 2017 | Daesang Award                            | Seventeen | Đề cử     |           |
| 2017 | Bonsang Award                            | Seventeen | Đoạt giải |           |
| 2017 | Popularity Award                         | Seventeen | Đề cử     |           |
| 2017 | Hallyu Special Award                     | Seventeen | Đề cử     |           |
| 2018 | Daesang Award                            | Seventeen | Đề cử     |           |
| 2018 | Bonsang Award                            | Seventeen | Đoạt giải |           |
| 2018 | Popularity Award                         | Seventeen | Đề cử     |           |
| 2018 | Hallyu Special Award                     | Seventeen | Đề cử     |           |
| 2019 | Daesang Award                            | Seventeen | Đề cử     |           |
| 2019 | Bonsang Award                            | Seventeen | Đoạt giải |           |
| 2020 | Bonsang Award                            | Seventeen | Đề cử     | [ 1 ]     |
| 2020 | Hallyu Special Award                     | Seventeen | Đề cử     | [ 1 ]     |
| 2020 | Popularity Award                         | Seventeen | Đề cử     | [ 1 ]     |
| 2020 | QQ Music Most Popular K-Pop Artist Award | Seventeen | Đề cử     | [ 2 ]     |
| 2021 | Daesang Award                            | Seventeen | Đề cử     |           |
| 2021 | Bonsang Award                            | Seventeen | Đoạt giải |           |
| 2021 | Popularity Award                         | Seventeen | Đề cử     |           |
| 2021 | K-Wave Popularity Award                  | Seventeen | Đề cử     |           |
| 2021 | Fan PD Artist Award                      | Seventeen | Đề cử     |           |
| 2021 | WhosFandom Award                         | Seventeen | Đề cử     |           |

### Gaon Chart Music Awards
| Năm  | Hạng mục                           | Đề cử cho        | Kết quả   |  |
| 2016 | Nghệ sĩ mới của năm                | Seventeen        | Đề cử     |  |
| 2016 | Tân binh toàn cầu                  | Seventeen        | Đoạt giải |  |
| 2017 | Nghệ sĩ có màn trình diễn ấn tượng | Seventeen        | Đoạt giải |  |
| 2017 | Album của năm – Quý 4              | Going Seventeen  | Đề cử     |  |
| 2018 | Album của năm – Quý 2              | Al1              | Đoạt giải |  |
| 2018 | Album của năm – Quý 4              | Teen, Age        | Đề cử     |  |
| 2019 | Album của năm – Quý 1              | Director’s Cut   | Đề cử     |  |
| 2019 | Album của năm – Quý 3              | You Make My Day  | Đề cử     |  |
| 2019 | Bài hát của năm – Tháng 2          | "Thanks"         | Đề cử     |  |
| 2019 | Nghệ sĩ có màn trình diễn ấn tượng | Seventeen        | Đoạt giải |  |
| 2019 | Ngôi sao Hallyu toàn cầu           | Seventeen        | Đoạt giải |  |
| 2020 | Album of the Year – 1st Quarter    | You Made My Dawn | Đoạt giải |  |
| 2020 | Album of the Year – 3rd Quarter    | An Ode           | Đoạt giải |  |
| 2021 | Mubeat Global Choice Award (Male)  | Seventeen        | Đề cử     |  |
| 2021 | Album of the Year – 3rd Quarter    | Heng:garae       | Đoạt giải |  |
| 2021 | Album of the Year – 4th Quarter    | Semicolon        | Đề cử     |  |

### Golden Disc Awards
| Năm  | Hạng mục                        | Đề cử cho       | Kết quả   |  |
| 2016 | Disc Bonsang                    | Boys Be         | Đề cử     |  |
| 2016 | Rookie of the Year              | Seventeen       | Đoạt giải |  |
| 2016 | Popularity Award (Korea)        | Seventeen       | Đề cử     |  |
| 2016 | Global Popularity Award         | Seventeen       | Đề cử     |  |
| 2017 | Disc Bonsang                    | Love & Letter   | Đoạt giải |  |
| 2017 | Disc Deasang                    | Love & Letter   | Đề cử     |  |
| 2017 | Popularity Award                | Seventeen       | Đề cử     |  |
| 2018 | Disc Daesang                    | Teen, Age       | Đề cử     |  |
| 2018 | Disc Bonsang                    | Teen, Age       | Đoạt giải |  |
| 2018 | Global Popularity Award         | Seventeen       | Đề cử     |  |
| 2019 | Disc Daesang                    | You Make My Day | Đề cử     |  |
| 2019 | Disc Bonsang                    | You Make My Day | Đoạt giải |  |
| 2019 | Global Popularity Award         | Seventeen       | Đề cử     |  |
| 2019 | NetEase Most Popular K-pop Star | Seventeen       | Đề cử     |  |
| 2020 | Best Album                      | An Ode          |           |  |
| 2020 | Disc Daesang                    | An Ode          | Đề cử     |  |
| 2020 | Disc Bonsang                    | An Ode          | Đoạt giải |  |
| 2020 | Most Popular Artist             | Seventeen       | Đề cử     |  |
| 2021 | Disc Daesang                    | Heng:garæ       | Đề cử     |  |
| 2021 | Disc Bonsang                    | Heng:garæ       | Đoạt giải |  |

### Mnet Asian Music Awards
| Năm  | Hạng mục                            | Đề cử cho          | Kết quả   |  |
| 2015 | Best New Male Artist                | Seventeen          | Đề cử     |  |
| 2015 | BC - UnionPay Artist of the Year    | Seventeen          | Đề cử     |  |
| 2016 | Song of the Year                    | Pretty U           | Đề cử     |  |
| 2016 | Best Dance Performance Male Group   | Pretty U           | Đề cử     |  |
| 2016 | Best Asian Style                    | Seventeen          | Đề cử     |  |
| 2016 | Best World Performer                | Seventeen          | Đoạt giải |  |
| 2016 | Album of the Year                   | Love & Letter      | Đề cử     |  |
| 2017 | Worldwide Favorite Artist           | Seventeen          | Đoạt giải |  |
| 2017 | 2017 Favorite KPOP Star             | Seventeen          | Đề cử     |  |
| 2017 | Best Male Group                     | Seventeen          | Đề cử     |  |
| 2017 | Best Music Video                    | "Don't Wanna Cry"  | Đề cử     |  |
| 2017 | Best Dance Performance – Male Group | "Don't Wanna Cry"  | Đoạt giải |  |
| 2017 | Song of the Year                    | "Don't Wanna Cry"  | Đề cử     |  |
| 2017 | Artist of the Year                  | Seventeen          | Đề cử     |  |
| 2017 | Album of the Year                   | Al1                | Đề cử     |  |
| 2018 | Best Male Group                     | Seventeen          | Đề cử     |  |
| 2018 | Artist of the Year                  | Seventeen          | Đề cử     |  |
| 2018 | Worldwide Icon of the Year          | Seventeen          | Đề cử     |  |
| 2018 | Worldwide Fans' Choice Top 10       | Seventeen          | Đoạt giải |  |
| 2018 | Best Dance Performance – Male Group | "Oh My!"           | Đoạt giải |  |
| 2018 | Mwave Global Fans' Choice           | "Oh My!"           | Đề cử     |  |
| 2018 | Song of the Year                    | "Oh My!"           | Đề cử     |  |
| 2018 | Song of the Year                    | "Just Do It" (BSS) | Đề cử     |  |
| 2018 | Best OST                            | "A-Teen"           | Đoạt giải |  |
| 2018 | Best Unit                           | BSS                | Đề cử     |  |
| 2018 | Album of the Year                   | You Make My Day    | Đề cử     |  |
| 2019 | Best Male Group                     | Seventeen          | Đề cử     |  |
| 2019 | Breakthrough Achievement            | Seventeen          | Đoạt giải |  |
| 2019 | Artist of the Year                  | Seventeen          | Đề cử     |  |
| 2019 | Worldwide Icon of the Year          | Seventeen          | Đề cử     |  |
| 2019 | Worldwide Fans' Choice Top 10       | Seventeen          | Đoạt giải |  |
| 2019 | Best Dance Performance – Male Group | "Fear"             | Đề cử     |  |
| 2019 | Album of the Year                   | An Ode             | Đề cử     |  |
| 2019 | Song of the Year                    | "Fear"             | Đề cử     |  |
| 2020 | Best Male Group                     | Seventeen          | Đề cử     |  |
| 2020 | Artist of the Year                  | Seventeen          | Đề cử     |  |
| 2020 | Worldwide Fans' Choice Top 10       | Seventeen          | Đoạt giải |  |
| 2020 | Notable Achievement Artist          | Seventeen          | Đoạt giải |  |
| 2020 | Global Favourite Performer          | Seventeen          | Đoạt giải |  |
| 2020 | Best Dance Performance – Male Group | "Left & Right"     | Đề cử     |  |
| 2020 | Album of the Year                   | Henggarae          | Đề cử     |  |

### Genie Music Awards
| Năm  | Giải thưởng                  | Đề cử cho | Kết quả | Chú thích |
| 2018 | Artist of the Year           | Seventeen | Đề cử   | [ 3 ]     |
| 2018 | Male Group Award             | Seventeen | Đề cử   | [ 3 ]     |
| 2018 | Genie Music Popularity Award | Seventeen | Đề cử   | [ 3 ]     |
| 2018 | Song of the Year             | "Oh My!"  | Đề cử   | [ 3 ]     |
| 2018 | Dance Track (Male)           | "Oh My!"  | Đề cử   | [ 3 ]     |
| 2019 | The Top Artist               | Seventeen | Đề cử   |           |
| 2019 | The Male Group               | Seventeen | Đề cử   |           |
| 2019 | The Performing Artist – Male | Seventeen | Đề cử   |           |
| 2019 | Genie Music Popularity Award | Seventeen | Đề cử   |           |
| 2019 | Global Popularity Award      | Seventeen | Đề cử   |           |

### MelOn Music Awards
| Năm  | Hạng mục                | Đề cử cho                                   | Kết quả   | Chú thích |
| 2015 | Best New Male Artist    | Seventeen                                   | Đề cử     |           |
| 2016 | Best Dance – Male       | Pretty U                                    | Đề cử     |           |
| 2016 | MBC Music Star Award    | Seventeen                                   | Đoạt giải |           |
| 2017 | Top 10 Artists          | Seventeen                                   | Đề cử     |           |
| 2017 | Stage of the Year       | 2017 Seventeen 1st World Tour: Diamond Edge | Đề cử     |           |
| 2017 | Hot Trend Award         | Woozi (Downpour)                            | Đề cử     |           |
| 2018 | Top 10 Artists          | Seventeen                                   | Đề cử     |           |
| 2018 | Best Dance Track – Male | "Thanks"                                    | Đề cử     |           |
| 2019 | Top 10 Artists          | Seventeen                                   | Đề cử     | [ 4 ]     |
| 2019 | Stage of the Year       | Seventeen                                   | Đoạt giải | [ 5 ]     |
| 2020 | Top 10 Artists          | Seventeen                                   | Đề cử     |           |
| 2020 | Best Dance Track – Male | "Left & Right"                              | Đề cử     |           |

### Asia Artist Awards
| Năm  | Hạng mục                         | Đề cử cho | Kết quả   | Chú thích |
| 2016 | Popularity Award – Music         | Seventeen | Đề cử     |           |
| 2016 | Best Star Award – Music          | Seventeen | Đoạt giải |           |
| 2017 | Popularity Award – Music         | Seventeen | Đề cử     |           |
| 2017 | Best Artist Award – Music        | Seventeen | Đoạt giải |           |
| 2018 | Artist of the Year – Music       | Seventeen | Đoạt giải |           |
| 2018 | Best Artist Award – Music        | Seventeen | Đoạt giải |           |
| 2019 | Best Social Artist Award – Music | Seventeen | Đoạt giải |           |
| 2019 | Best Icon Award – Music          | Seventeen | Đoạt giải |           |
| 2019 | Album of the Year (Daesang)      | An Ode    | Đoạt giải |           |
| 2020 | Popularity Award – Music         | Seventeen | Đề cử     |           |
| 2021 | Best Producer                    | WOOZI     | Đoạt giải |           |
| 2021 | Fabulous Awards                  | Seventeen | Đoạt giải |           |
| 2021 | Singer of the year (Daesang)     | Seventeen | Đoạt giải |           |

2023 Album of the year

### Soribada Best K-Music Awards
| Năm  | Giải thưởng             | Đề cử cho | Kết quả | Chú thích |
| 2018 | Bonsang Award           | Seventeen | Đề cử   | [ 6 ]     |
| 2018 | Popularity Award (Male) | Seventeen | Đề cử   | [ 6 ]     |
| 2018 | Global Fandom Award     | Seventeen | Đề cử   | [ 6 ]     |
| 2019 | Bonsang Award           | Seventeen | Đề cử   |           |
| 2019 | Popularity Award (Male) | Seventeen | Đề cử   |           |
| 2020 | Bonsang Award           | Seventeen | Đề cử   |           |
| 2020 | Global Fandom Award     | Seventeen | Đề cử   |           |

## Nhật Bản
| Năm  | Giải thưởng            | Hạng mục                       | Đề cử cho | Kết quả   |
| 2019 | Japan Gold Disc Awards | New Artist of the Year (Japan) | Seventeen | Đoạt giải |
| 2019 | Japan Gold Disc Awards | Best Three New Artists (Asia)  | Seventeen | Đoạt giải |
| 2021 | Japan Gold Disc Awards | Best 3 Albums (Asia)           | 24h       | Đoạt giải |

## Trung Quốc
| Năm  | Giải thưởng              | Hạng mục                            | Đề cử cho | Kết quả   |
| 2019 | 2019 Asia Music Festival | Album of the year Award 2019        | Seventeen | Đoạt giải |
| 2019 | 2019 Asia Music Festival | Group of the year 2019 Award        | Seventeen | Đoạt giải |
| 2020 | QQ Boom Boom Awards      | Asia Pioneer Idol Group of the Year | Seventeen | Đoạt giải |

## Thế giới

### MTV Europe Music Awards
| Năm  | Hạng mục        | Đề cử cho | Kết quả |
| 2017 | Best Korean Act | Seventeen | Đề cử   |

### Teen Choice Awards
| Năm  | Hạng mục                    | Đề cử cho | Kết quả |
| 2017 | Choice International Artist | seventeen | Đề cử   |

### MTV Millennial Awards
| Năm  | Hạng mục        | Đề cử cho | Kết quả | Chú thích |
| 2018 | K-Pop Explosion | Seventeen | Đề cử   |           |
| 2021 | K-Pop Dominion  | Seventeen | Đề cử   |           |

### Nickelodeon Mexico Kids' Choice Awards
| Năm  | Hạng mục   | Đề cử cho | Kết quả      |
| 2021 | K-pop Bomb | Seventeen | Chưa công bố |

## Giải thưởng khác
| Năm  | Giải thưởng                    | Hạng mục                           | Đề cử cho                                     | Kết quả   |
| 2015 | SBS PopAsia Awards             | Best Rookie Group                  | Seventeen                                     | Đoạt giải |
| 2015 | Hello Asia K-Pop Awards        | Best Newcomer                      | Seventeen                                     | Đoạt giải |
| 2015 | MBC Show Champion Awards       | Most Appearances                   | Seventeen                                     | Đoạt giải |
| 2015 | Soompi Awards                  | Rookie Of The Year                 | Seventeen                                     | 3rd       |
| 2015 | 7th Philippine Kpop Awards     | Rookie Award                       | Seventeen                                     | Đoạt giải |
| 2015 | KMC Radio Awards               | Rookie Of The Year                 | Seventeen                                     | Đề cử     |
| 2015 | KMC Radio Awards               | Best Choreography                  | "Mansae"                                      | Đề cử     |
| 2016 | SBS PopAsia Awards             | Best Boy Group                     | Seventeen                                     | Đề cử     |
| 2016 | SBS PopAsia Awards             | Album of the Year                  | Love & Letter                                 | Đề cử     |
| 2016 | SBS PopAsia Awards             | Hottest MV                         | "Pretty U"                                    | Đề cử     |
| 2016 | Soompi Awards                  | Best Stage Outfit                  | "VERY NICE"                                   | Đoạt giải |
| 2016 | Asia Model Festival Awards     | Popular Singer Award               | Seventeen                                     | Đoạt giải |
| 2017 | Soompi Awards                  | Best Stage Outfit                  | "BOOM BOOM"                                   | 2nd       |
| 2017 | Korea Cable TV Awards          | Performance Award                  | Seventeen                                     | Đoạt giải |
| 2017 | V Live Awards                  | Global Artist Top 10               | Seventeen                                     | Đoạt giải |
| 2017 | CJ E&M America Awards          | Best Kcon Special Stage            | Seventeen                                     | Đoạt giải |
| 2018 | Korea Popular Music Awards     | Best Digital Song                  | Oh My!                                        | Đề cử     |
| 2018 | Korea Popular Music Awards     | Best Group Dance Track             | Oh My!                                        | Đề cử     |
| 2018 | Korea Popular Music Awards     | Best Artist                        | Seventeen                                     | Đề cử     |
| 2018 | Korea Popular Music Awards     | Popularity Award                   | Seventeen                                     | Đề cử     |
| 2018 | MBC Entertainment Awards       | Rookie Award                       | Seungkwan – King of Mask Singer, Unexpected Q | Đoạt giải |
| 2018 | V Live Awards                  | Global Artist Top 10               | Seventeen                                     | Đoạt giải |
| 2019 | V Live Awards                  | Global Artist Top 10               | Seventeen                                     | Đoạt giải |
| 2019 | V Live Awards                  | Best Channel – 3 million followers | Seventeen                                     | Đề cử     |
| 2019 | Asian Muisic Festival          | Album of the Year                  | An Ode                                        | Đoạt giải |
| 2019 | Asian Muisic Festival          | Asia's Group of the Year           | Seventeen                                     | Đoạt giải |
| 2020 | Ten Asia Global Top Ten Awards | Best Artist - Malaysia             | Seventeen                                     | Đoạt giải |
| 2021 | Ten Asia Global Top Ten Awards | Best Artist - Japan                | Seventeen                                     | Đoạt giải |

## Chương trình âm nhạc

### The Show
| Năm  | Ngày       | Bài hát           | Điểm |
| ---- | ---------- | ----------------- | ---- |
| 2017 | 30 tháng 5 | "Don't Wanna Cry" | 8588 |
| 2017 | 13 tháng 6 | "Don't Wanna Cry" | 9400 |

### Show Champion
| Năm  | Ngày        | Bài hát             |
| ---- | ----------- | ------------------- |
| 2016 | 4 tháng 5   | "Pretty U"          |
| 2016 | 5 tháng 11  | "Pretty U"          |
| 2016 | 21 tháng 12 | "BOOM BOOM"         |
| 2017 | 7 tháng 6   | "Don't Wanna Cry"   |
| 2017 | 14 tháng 6  | "Don't Wanna Cry"   |
| 2017 | 15 tháng 11 | "CLAP"              |
| 2018 | 15 tháng 2  | "THANKS"            |
| 2018 | 25 tháng 7  | "Oh My!"            |
| 2019 | 30 tháng 1  | "Home"              |
| 2019 | 13 tháng 2  | "Home"              |
| 2020 | 1 tháng 7   | "Left & Right"      |
| 2020 | 28 tháng 10 | "HOME;RUN"          |
| 2021 | 30 tháng 6  | "Ready to love"     |
| 2021 | 3 tháng 11  | "Rock with you"     |
| 2022 | 27 tháng 7  | "_WORLD"            |
| 2023 | 3 tháng 5   | "Super"             |
| 2023 | 1 tháng 11  | "God of Music"      |
| 2024 | 8 tháng 5   | "MAESTRO"           |
| 2024 | 23 tháng 10 | "LOVE, MONEY, FAME" |
| 2025 | 4 tháng 6   | "THUNDER"           |
| 2025 | 11 tháng 6  | "THUNDER"           |

### M Countdown
| Năm  | Ngày        | Bài hát           | Điểm  |
| ---- | ----------- | ----------------- | ----- |
| 2016 | 15 tháng 12 | "BOOM BOOM"       | 6834  |
| 2017 | 15 tháng 6  | "Don't Wanna Cry" | 8990  |
| 2018 | 26 tháng 7  | "Oh My!"          | 8546  |
| 2019 | 31 tháng 1  | "Home"            | 9676  |
| 2019 | 7 tháng 2   | "Home"            | —     |
| 2019 | 14 tháng 2  | "Home"            | 6669  |
| 2019 | 26 tháng 9  | "Fear"            | 10800 |
| 2020 | 2 tháng 7   | "Left & Right"    | 10705 |
| 2020 | 29 tháng 10 | "HOME;RUN"        | 7724  |
| 2021 | 1 tháng 7   | "Ready to love"   | 7932  |
| 2021 | 28 tháng 10 | "Rock with you"   | 6380  |
| 2022 | 2 tháng 6   | "HOT"             | 7718  |
| 2022 | 28 tháng 7  | "_WORLD"          | 10633 |
| 2022 | 4 tháng 8   | "_WORLD"          | 6746  |
| 2023 | 4 tháng 5   | "Super"           | 9603  |
| 2023 | 2 tháng 11  | "God of Music"    | —     |
| 2024 | 9 tháng 5   | "MAESTRO"         | —     |
| 2024 | 16 tháng 5  | "MAESTRO"         | 6797  |
| 2025 | 5 tháng 6   | "THUNDER"         | 10567 |
| 2025 | 19 tháng 6  | "THUNDER"         | 7750  |

### Music Bank
| Năm  | Ngày        | Bài hát             | Điểm  |
| ---- | ----------- | ------------------- | ----- |
| 2016 | 16 tháng 12 | "BOOM BOOM"         | 7252  |
| 2017 | 2 tháng 6   | "Don't Wanna Cry"   | 9627  |
| 2017 | 17 tháng 11 | "CLAP"              | 6265  |
| 2018 | 17 tháng 2  | "THANKS"            | 7540  |
| 2018 | 27 tháng 7  | "Oh My!"            | 11345 |
| 2019 | 1 tháng 2   | "Home"              | 9466  |
| 2019 | 8 tháng 2   | "Home"              | 4017  |
| 2019 | 15 tháng 2  | "Home"              | 5249  |
| 2019 | 27 tháng 9  | "Fear"              | 11565 |
| 2020 | 3 tháng 7   | "Left & Right"      | 11579 |
| 2020 | 30 tháng 10 | "HOME;RUN"          | 10171 |
| 2021 | 25 tháng 6  | "Ready to love"     | 7640  |
| 2021 | 2 tháng 7   | "Ready to love"     | 8202  |
| 2021 | 29 tháng 10 | "Rock with you"     | 7387  |
| 2021 | 5 tháng 11  | "Rock with you"     | 9084  |
| 2022 | 3 tháng 6   | "HOT"               | 13816 |
| 2022 | 29 tháng 7  | "_WORLD"            | 10353 |
| 2023 | 5 tháng 5   | "Super"             | 13059 |
| 2023 | 3 tháng 11  | "God of Music"      | 16281 |
| 2024 | 10 tháng 5  | "MAESTRO"           | 8614  |
| 2024 | 17 tháng 5  | "MAESTRO"           | 7216  |
| 2024 | 25 tháng 10 | "LOVE, MONEY, FAME" | 10051 |
| 2025 | 6 tháng 6   | "THUNDER"           | 12971 |

### Show! Music Core
| Năm  | Ngày        | Bài hát             | Điểm |
| ---- | ----------- | ------------------- | ---- |
| 2019 | 2 tháng 2   | "Home"              | 6874 |
| 2020 | 4 tháng 7   | "Left & Right"      | 8540 |
| 2023 | 6 tháng 5   | "Super"             | 7805 |
| 2023 | 4 tháng 11  | "God of Music"      | 9060 |
| 2024 | 11 tháng 5  | "MAESTRO"           | 9278 |
| 2024 | 26 tháng 10 | "LOVE, MONEY, FAME" | 9153 |
| 2025 | 7 tháng 6   | "THUNDER"           | 9655 |
| 2025 | 14 tháng 6  | "THUNDER"           | 6901 |

### Inkigayo
| Năm  | Ngày       | Bài hát        | Điểm |
| ---- | ---------- | -------------- | ---- |
| 2019 | 3 tháng 2  | "Home"         | 6696 |
| 2020 | 1 tháng 11 | "HOME;RUN"     | 6889 |
| 2022 | 31 tháng 7 | "_WORLD"       | 7092 |
| 2023 | 7 tháng 5  | "Super"        | 7884 |
| 2023 | 5 tháng 11 | "God of Music" | 8290 |
| 2025 | 8 tháng 6  | "THUNDER"      | 7834 |